# Joe und das Mädchen auf der Lotosblume
Joe und das Mädchen auf der Lotosblume ist ein Romanfragment von Brigitte Reimann aus dem Jahr 1957, das 2003 in Berlin postum erschien.
Der Schriftsteller Joe hilft der Malerin Maria, ein tiefsitzendes sexuelles Trauma zu überwinden, das ihr drei Jahre zuvor ihr ehemaliger Schulfreund und erste Liebe Hans zugefügt hatte. Anlässlich einer kleinen privaten Wiedersehensfeier hatte Hans die 19-Jährige betrunken gemacht und sich darauf an ihr vergriffen.

## Inhalt
Fräulein Maria D. hat die Kunsthochschule in Berlin nicht umsonst absolviert. Zwar weiß die wieder in ihrer kleinen Stadt Lebende nicht, ob sie talentiert ist, doch immerhin kann die 22-jährige Ich-Erzählerin vom Verkauf ihrer Werke leben. Mit ihrem Freund, dem Heiligen Georg – das ist der Bildhauer Georg R. – kommt sie nicht zurecht. Also verlässt Maria ihre kleine Stadt und wird in einem Erholungsheim für Maler und Schriftsteller aufgenommen. In diesem altehrwürdigen Gemäuer lernt sie den 35-jährigen Romancier Walter Z., einen ehemaligen Bergmann, kennen. Sie nennt ihn Joe nach dem Apostel Johannes. Dieser gebildete Mann will sich in dem kultivierten Anwesen am See dicht an der Grenze zum Westen für sein nächstes Buch sammeln. Auf stundenlangen Spaziergängen durch den Park lehrt er Maria marxistische Ästhetik. Die junge Malerin gibt sich unwissend, kennt das aber alles vom Studium her. Joe trägt einen Ehering. Er liebt seine zwei Kinder und die Ehefrau. Als er obendrein Maria besitzen will, wird das anscheinend nichts. Ein grauer Mann hinter Joes Rücken guckt nämlich zu. Maria und Joe wollen einander aus dem Weg gehen. Maria bittet den Heiligen Georg brieflich zu sich. Der menschenscheue, von der Arbeit besessene Bildhauer verlässt das Atelier und eilt herbei. Anstatt Maria zu trösten, freundet er sich mit Joe an. Immerhin zeichnet er Marias Kopf, um das Abbild später daheim vorerst in Ton zu formen. Als Maria beim Heiligen Georg Begehren im Blick bemerkt, sind seine Tage im Künstler-Erholungsheim gezählt. Zu sehr erinnert Maria dieser gefürchtete Augenausdruck an Hans.
Maria gibt sich Joe hin. Es ist ihr, als strahle der Geliebte ein mildes Licht aus, das ihr Suchen beleuchte.

## Form
Die Titel gebende Lotosblume und ihr Bezug zu Maria werden im Text einmal erwähnt. Maria wird von Joe, dem Schriftsteller-Dichter, Maja genannt. Er sagt: „Maja, das Mädchen auf der Lotosblume“ und weiter nichts.
Maria erzählt über Zurückliegendes und legt sich auf die Zukunft fest. Ihren Joe will sie nicht hergeben, denn das Leben sei ohne ihn nicht vorstellbar.
Das Stilelement Wiederholung wird – kunstvoll verschränkt – eingesetzt. Da ist zum Beispiel der graue Mann – Symbol für Marias niederträchtige erste Liebe Hans. Als dieser zum ersten Mal am Beginn der Lektüre Joe beim erfolglos versuchten Geschlechtsverkehr über die Schulter schaut, weiß der Leser überhaupt noch nicht, worum es gehen könnte. Der Leser und Joe denken lediglich, diese Frau gehört auf die Couch des Psychiaters; diese Frau hat einen Komplex. Bei der späteren zweiten Erwähnung des grauen Mannes kann der Leser immer noch nicht die Verbindung vom grauen Mann zu Hans herstellen. Doch die Lösung lässt nicht allzu lange auf sich warten.
In mancher Hinsicht macht das Fragment – wie könnte es anders sein – einen unfertigen Eindruck. Von den selten ins Auge stechenden Sentimentalitäten soll nicht weiter geredet werden. Der ständige Du/Sie-Wechsel in der Anrede zwischen Maria und Joe erscheint nicht immer als angebracht. Erwähnt sei noch das Faktum Geschlechtsverkehr. Einerseits glaubt der Leser an verschiedenen Textstellen, jener Beischlaf werde mehrfach vollzogen (zum Beispiel schreibt Maria: „Als er mich umarmte, …“ und „In dieser Nacht schliefen wir nicht miteinander, …“). Andererseits wiegelt Maria hinterher ab – „unsere Zuneigung war platonisch“. Das Liebespaar findet erst gegen Textende zueinander. Mit anderen Worten: Die widersprüchliche Rede der Ich-Erzählerin sollte nicht auf die Goldwaage gelegt werden.

## Interpretation
Am Exempel einer wohlgeschnürten Dame, der Witwe L., einer standesbewussten, resolut scheinenden Literaturkritikerin, wird gezeigt, die gesunde Frau brauche einen Mann. Andernfalls werde sie hysterisch. Diese alternde, liebestolle Heiminsassin ist in Joe vernarrt, kann ihn aber nicht bekommen. Die blutjunge Maria hat da bei dem 35-Jährigen viel bessere Karten. Die Heilung von ihrem oben genannten Trauma macht Maria mit wachen Sinnen durch. Das geht so einfach: Joe ergreift von ihr Besitz. Maria bäumt sich nur kurz dagegen auf und lässt es dann geschehen; denkt „Joe ist ja auch nur ein Mann …“
Brigitte Reimann malt ein zutreffendes Bild des Lebens im DDR-Schriftstellerheim. Man fährt Wartburg, trägt Nationalpreise, spielt Ping-Pong, stellt bisweilen sein fundiertes Wissen zur Schau und gibt sich leutselig. Manche gesellige Kulturschaffende lärmen gelegentlich in die Nacht hinein und trinken ab und zu auch gern einmal einen über den Durst.

## Rezeption
Nach Bonner seien um 1957 die von der Autorin praktizierte Ich-Erzähltechnik, mit der Technik des Bewusstseinsstroms vorgetragen, geradezu deplatziert gewesen. Zudem schreibe Brigitte Reimann gegen eine von Männern dominierte DDR-Literatur an. Bonner lobt die Autorin für die Fragen, die sie in dem Text gestellt hat. Andere, wie zum Beispiel Fühmann, hätten zwar auch unangenehme Fragen notiert, doch diese später lieber wieder ausradiert.

### Textausgaben
Verwendete Ausgabe
- Joe und das Mädchen auf der Lotosblume. Kleiner Roman. S. 7–133 in: „Brigitte Reimann: Das Mädchen auf der Lotosblume. Zwei unvollendete Romane.“ (enthält noch: Wenn die Stunde ist, zu sprechen, Nachwort von Withold Bonner, Dokumente zur Publikationsgeschichte und eine editorische Notiz)  Aufbau-Verlag, Berlin 2005 (Erstdruck 2003). ISBN 3-7466-2139-9